# マーティン (駆逐艦・2代)
マーティン (HMS Martin) は、イギリス海軍の駆逐艦。M級。

## 艦歴
1939年10月23日起工。1940年12月12日進水。
PQ17船団運行の際、「マーティン」は本国艦隊の護衛として1942年6月30日にスカパ・フローから出航し、ベア島沖に展開。7月11日にスカパ・フローに戻った。
「マーティン」は7月15日にスカパ・フローを離れ、セイジスフィヨルズルへ向かった。そこから7月20日に駆逐艦「マーン」、「ミドルトン」、「ブランクニー」とともに護衛艦や商船用の補給品を積載してアルハンゲリスクへと向かった。7月24日にコラ湾に着き、その数日後にアルハンゲリスクに到着。8月14日に「マーティン」はアルハンゲリスクを離れ、アメリカ巡洋艦「タスカルーサ」と合流。コラ湾に立ち寄り、8月24日に駆逐艦「マーン」、「オンスロート」とともに出航。「マーティン」はドイツ機雷敷設艦「ウルム (Ulm)」を沈めて54名を捕虜とし、8月30日にスカパ・フローに着いた。
9月4日、「マーティン」はPQ18船団護衛のためスカパ・フローから出航。船団では「マーティン」はB部隊に属し、巡洋艦「シラ」、護衛空母「アヴェンジャー」とともに9月9日にヤンマイエン島南西で船団と合流した。船団は空襲やUボートの攻撃により40隻中10隻を失った。9月16日、「マーティン」は「シラ」や他の駆逐艦とともに西へ向かうQP14船団へ移った。この船団は空襲は受けなかったもののUボートの攻撃で3隻を失い、他に護衛艦2隻と給油艦1隻も失われた。「マーティン」は9月27日にスカパ・フローに着いた。
「マーティン」はトーチ作戦でH部隊の護衛部隊に割り当てられた。10月30日にH部隊の護衛としてスカパ・フローを出航し、11月5日にジブラルタルで給油。11月8日、アルジェやオランへの上陸を支援するH部隊に再び加わった。11月10日、「マーティン」はドイツ潜水艦「U431」の雷撃を受け爆沈。生存者は63名で、駆逐艦「クエンティン」によって救助された。